# Thần kinh sống cùng III
Thần kinh sống cùng III (S3) là dây thần kinh sống thuộc đoạn cùng của tủy sống.
Thần kinh rời khỏi ống sống, thoát ra từ lỗ cùng thứ ba, bờ dưới đốt sống cùng III (S3).
S3 chi phối các cơ:
- cơ chậu cụt
- cơ mu - trực tràng
- cơ cụt
- cơ thắt niệu đạo
- cơ sinh đôi trên

## Ảnh trên thi thể

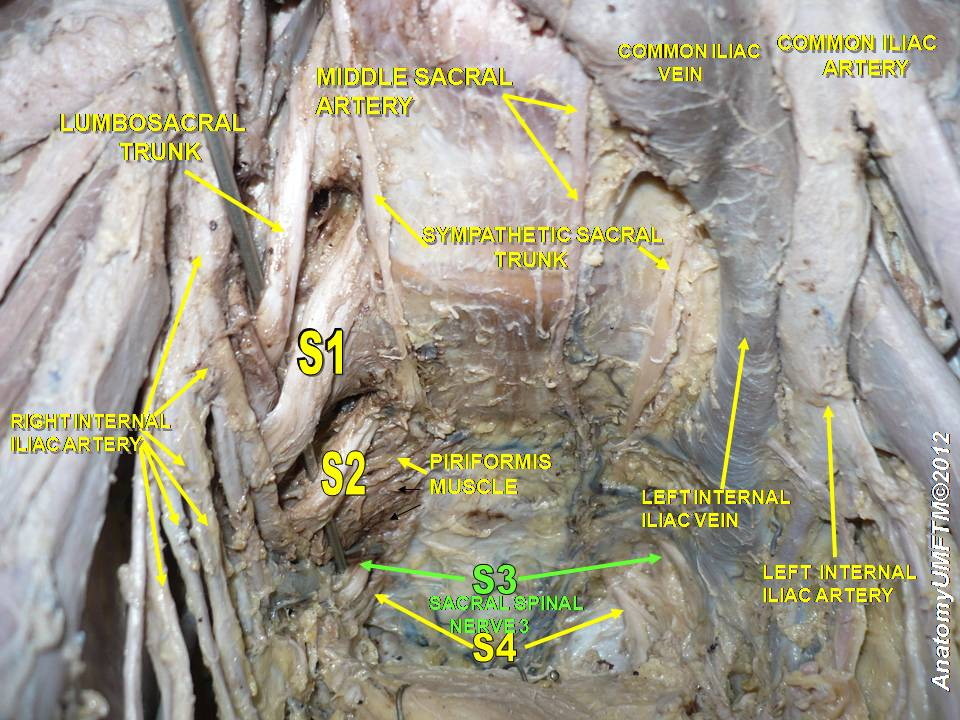
Thần kinh sống cùng III